# Francisco và Jacinta Marto
Francisco de Jesus Marto (11 tháng 6 năm 1908 – 4 tháng 4 năm 1919) và Jacinta de Jesus Marto (5 tháng 3 năm 1910 – 20 tháng 2 năm 1920) là hai anh em người Bồ Đào Nha sống tại xóm Aljustrel gần giáo xứ Fátima, Bồ Đào Nha, đã cùng với người chị họ của mình là Lúcia dos Santos chứng kiến 3 lần Thiên thần Hòa bình hiện ra vào năm 1916 và nhiều lần Đức Mẹ Maria hiện ra ở Cova da Iria vào năm 1917. Nhờ sự kiện đó, tước hiệu Đức Mẹ Fátima được dành cho Thánh Maria, và Đền Thánh Fátima trở thành một trong những trung tâm hành hương Kitô giáo lớn của thế giới.
Hai anh em nhà Marto được Giáo hoàng Franciscus tuyên thánh cách trọng thể vào ngày 13 tháng 5 năm 2017 tại Đền Thánh Fátima, Bồ Đào Nha nhân dịp kỷ niệm 100 năm Đức Mẹ Fátima hiện ra lần đầu tiên. Họ cũng là những vị thánh trẻ tuổi nhất của Giáo hội Công giáo, trong đó Jacinta Marto là vị thánh trẻ tuổi nhất mà không phải là một thánh tử đạo.

## Cuộc đời
Là hai người con út của ông Manuel Marto và bà Olimpia Marto, Francisco và Jacinta là hai thiếu nhi điển hình của làng quê Bồ Đào Nha lúc bấy giờ – các em không biết chữ.
Theo hồi ký của Chị Lúcia, Francisco có tính cách trầm tĩnh, có khuynh hướng thiên về âm nhạc và thích ngồi một mình để suy ngẫm, còn Jacinta là một người có lòng yêu thương cùng giọng hát ngọt ngào và có năng khiếu về khiêu vũ. Ngay cả khi phải trải qua một số sự kiện trong cuộc đời, tính cách nguyên sơ của hai em vẫn không thay đổi. Francisco thì ưa thích cầu nguyện một mình, và cho rằng việc này có thể "an ủi Chúa Giê-su vì tội lỗi của thế giới". Jacinta thì cho rằng em đã bị tác động sâu sắc khi được thấy cảnh hãi hùng nơi Hỏa ngục trong lần hiện ra thứ 3 của Đức Mẹ, và cũng hoàn toàn xác tín rằng con người cần nỗ lực hoán cải những người tội lỗi thông qua sám hối và thực hành hy sinh như lời Đức Trinh Nữ Maria đã truyền cho các em làm. Cả ba trẻ em, nhưng cụ thể là Francisco và Jacinta, đã chọn thực hành khổ chế cách nghiêm khắc vì mục đích này. Trong báo cáo xác nhận Jacinta đã được phong chân phước, Bộ Tuyên thánh đã nhận xét rằng em Jacinta dường như có một niềm "khát khao bị thiêu sống rất mãnh liệt". Qua đó, Bộ Tuyên thánh coi sự thiêu sống tương tự như dâng hiến thân mình trong lễ sát tế.
Hai anh em nhà Marto cho rằng họ đã thấy thiên thần hiện ra nhiều lần với mình vào năm 1916 trong khi đang chăn đàn cừu của gia đình cùng với chị họ là Lúcia trên một thảo nguyên tại Fátima, Bồ Đào Nha. Về sau Chị Lúcia đã chép lại một số bài kinh cầu nguyện mà bà cho rằng là do thiên thần truyền dạy cho họ.
Chị Lúcia từng viết trong hồi ký của mình rằng bà cùng hai người em họ của mình chứng kiến Đức Mẹ hiện ra lần đầu tiên vào ngày 13 tháng 5 năm 1917. Khi ấy Francisco được 8 tuổi và Jacinta thì đã lên 7.
Các em thuật lại rằng trong dịp hiện ra đầu tiên, Đức Mẹ đã đề nghị họ chuyên cần lần chuỗi Mân Côi và sống hy sinh, dâng những hy sinh ấy để cầu cho sự hoán cải của các tội nhân. Đức Mẹ cũng truyền cho các em đến nơi họ đã gặp bà vào ngày 13 mỗi tháng trong 6 tháng tiếp theo đó.

## Mắc bệnh và qua đời

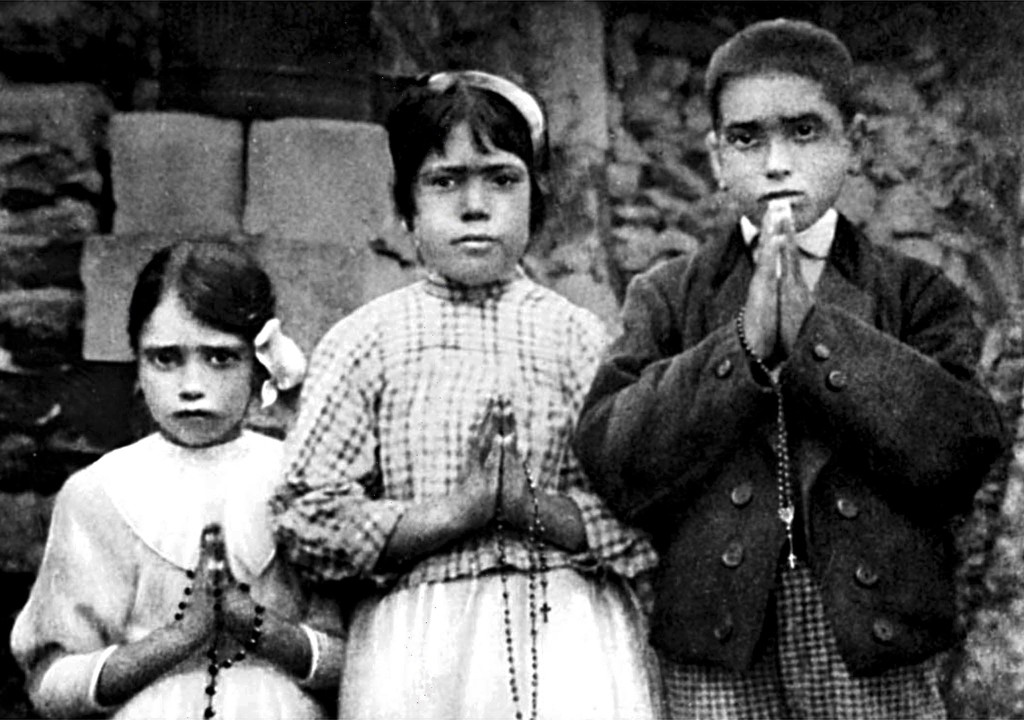
Từ trái sang phải: Jacinta Marto, Lúcia dos Santos và Francisco Marto với tràng hạt Mân Côi trên tay, 1917

Francisco và Jacinta bị mắc bệnh cúm Tây Ban Nha vào năm 1918. Vào tháng 10 năm 1918, Jacinta nói với chị Lúcia rằng Đức Maria đã hiện ra và nói với em rằng bà sẽ sớm đưa em cùng anh ruột của mình về trời. Họ đã sống lay lắt trong bệnh tật trong vài tháng, kiên trì đi bộ đến nhà thờ để thờ kính Thánh Thể và cầu nguyện hàng tiếng đồng hồ trong tư thế quỳ và chạm đầu xuống đất như đã được thiên thần truyền cho làm.
Francisco đề nghị được ngừng chữa trị vào ngày 3 tháng 4 năm 1919 và mất tại nhà riêng một ngày sau đó. Trong khi đó để cứu sống Jacinta, điều mà em cho là vô ích, mọi người đã chuyển em đến bệnh viện Ourém. Bệnh tình của Jacinta ngày càng xấu đi và em lại được chuyển đến Trại mồ côi Đức Mẹ Đầy Phép Lạ tại Estrela thuộc thành phố Lisboa để có cơ may được vào chữa trị tại bệnh viện Nữ vương Estefânia cũng thuộc Lisboa (vì khi ấy chỉ có các em sống tại Lisboa mới được chữa trị tại bệnh viện này). Em được chẩn đoán là bị viêm màng phổi có mủ và hai khúc xương sườn của em đã được phẫu thuật cắt bỏ. Vì không được gây tê hoàn toàn do có ngăn trở ở tim, em đã phải chịu đựng nỗi đau khủng khiếp mà em cho là sẽ giúp nhiều người có tội được ơn hoán cải. Đến ngày 19 tháng 2 năm 1920, Jacinta đã xin linh mục tuyên úy của bệnh viện – người đã nghe em xưng tội – cho em được dự Thánh Lễ tại giường bệnh và được lãnh bí tích Xức Dầu Bệnh Nhân vì em nói rằng em sẽ ra đi "trong đêm mai". Vị linh mục nói rằng bệnh tình của Jacinta khi ấy không quá nghiêm trọng và rằng ông sẽ quay lại vào ngày hôm sau. Đến ngày hôm sau, Jacinta qua đời; em đã trút hơi thở cuối cùng trong cô đơn – như điều mà em vẫn thường nói.

Vào năm 1920, trước khi ra đi, Jacinta Marto (9 tuổi) đã bàn luận với chị Lúcia dos Santos (12 tuổi) về Liên minh Thánh Tâm và Mẫu Tâm và nói rằng:
Khi thời điểm chị phải nói điều này đến, đừng bỏ đi và trốn tránh. Chị hãy nói với tất cả mọi người rằng Thiên Chúa ban ơn cho chúng ta thông qua Trái Tim Vô Nhiễm Nguyên Tội của Đức Mẹ; rằng mọi người được mời gọi xin ơn lành từ Trái Tim của Mẹ; và rằng Trái Tim Đức Chúa Giêsu rất muốn Trái Tim Vô Nhiễm Nguyên Tội của Đức Mẹ được thờ kính bên ngài. Chị cũng hãy mời gọi mọi người cầu nguyện cho hòa bình cùng Trái Tim Vô Nhiễm Nguyên Tội của Đức Mẹ, vì Thiên Chúa đã trao phó nhiệm vụ ấy cho Mẹ.
Linh cữu của hai em Francisco và Jacinta được mai táng tại Vương cung thánh đường Đức Mẹ Mân Côi, Fátima.

## Tuyên thánh
Án tuyên chân phước và tuyên thánh cho anh em nhà Marto được mở vào năm 1946. Vào năm 1935, quan tài của hai em được khai quật; người ta phát hiện ra gương mặt của Jacinta không bị hư nát, còn thi hài của Francisco thì đã bị phân hủy. Đến năm 1951, quan tài của Jacinta một lần nữa được đào lên để cải táng về Vương cung thánh đường Đức Mẹ Mân Côi đã cho thấy thi thể của Jacinta có dấu hiệu bắt đầu bị phân hủy.
Năm 1937, Giáo hoàng Pius XI đã quyết rằng không nên thông qua án tuyên thánh cho trẻ em vì chúng chưa đủ khả năng để hiểu được hoặc thực hành liên lỉ nhân đức anh hùng – điều mà một người cần thỏa mãn để có thể được xem xét tuyên thánh. Đến năm 1979, giám mục giáo phận Leiria-Fátima đã kêu gọi giám mục toàn thế giới viết thỉnh nguyện thư cho Giáo hoàng để xem xét trường hợp ngoại lệ của em Francisco (mất năm 10 tuổi) và em Jacinta (mất năm 9 tuổi). Có hơn 300 giám mục đã viết thư cho Giáo hoàng, trong thư nói rằng "các trẻ em này được mọi người biết đến, được kính ngưỡng và thu hút họ dấn thân vào con đường nên thánh. Đã có nhiều ơn được thực hiện nhờ sự nguyện giúp cầu thay của hai em". Các giám mục cũng cho rằng việc tuyên thánh cho hai em là cần thiết về mặt mục vụ đối giới thanh thiếu niên thời đó.
Cũng trong năm 1979, Bộ Tuyên thánh đã triệu tập một đại hội đồng bao gồm các hồng y, giám mục, nhà thần học và chuyên gia để tranh luận về việc liệu trẻ em có khả năng thực hành nhân đức anh hùng hay không. Đại hội đồng đã quyết định rằng, tương tự như các thần đồng về âm nhạc hay toán học, "một số trẻ em cũng có thể là thần đồng tâm linh theo một phương cách siêu nhiên nào đó". Hai anh em nhà Marto đã được Giáo hoàng Ioannes Paulus II tuyên bố là Đấng đáng kính vào năm 1989.

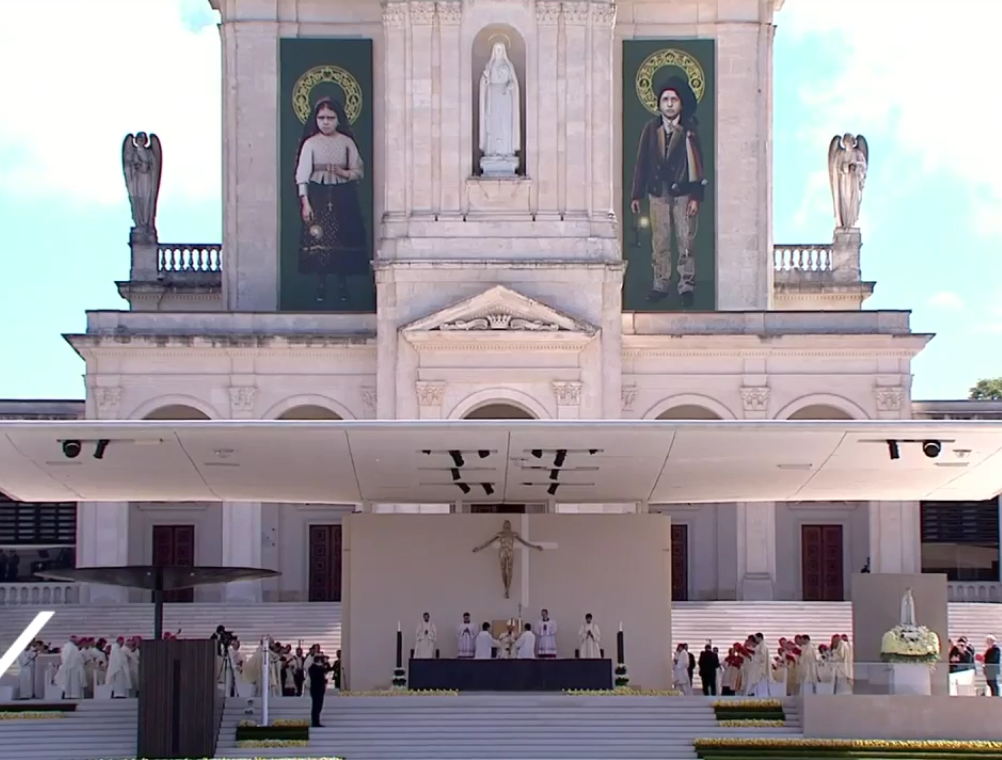
Lễ tuyên thánh cho hai em Jacinta và Francisco Marto diễn ra vào ngày 13 tháng 5 năm 2017 tại Đền Thánh Fátima, do Giáo hoàng Franciscus chủ tọa

Trong chuyến thăm Fátima lần đầu tiên của Giáo hoàng Ioannes Paulus II vào năm 1982, ông đã nói rằng lý do ông tới đây là "vì vào ngày này năm trước tại Quảng trường Thánh Petrus, Rona, đã có một vụ ám sát nhắm đến ông, mà dịp này lại trùng hợp với ngày kỷ niệm Đức Mẹ hiện ra lần đầu tiên tại Fátima, tức là ngày 13 tháng 5 năm 1917. Sự trùng hợp ngày tháng này vĩ đại đến nỗi nó mời gọi tôi thực hiện một cuộc chuyến thăm đặc biệt đến nơi đây". Cũng vào ngày này, Bộ Tuyên thánh đã ra một sắc lệnh tuyên chân phước cho hai anh em nhà Marto.
Một phép lạ khác được cho là nhờ sự chuyển cầu của hai em và tiến trình điều tra phép lạ này đã được phê chuẩn vào ngày 8 tháng 2 năm 2013. Đến ngày 23 tháng 3 năm 2017, có thông báo cho rằng Giáo hoàng Franciscus sẽ tuyên thánh cho hai em trong chuyến thăm của ông đến Bồ Đào Nha diễn ra từ ngày 12 đến ngày 13 tháng 5 cùng năm. Giáo hoàng Franciscus đã tuyên thánh cách trọng thể hai em Francisco và Jacinta Marto vào ngày 13 tháng 5 năm 2017 nhân dịp kỷ niệm 100 năm ngày Đức Mẹ hiện ra lần đầu tiên tại Fátima.
Họ là những vị thánh trẻ tuổi nhất của Giáo hội Công giáo mà không phải là thánh tử đạo, trong đó Jacinta Marto là vị thánh trẻ tuổi nhất.

## Trong văn hóa đại chúng
Trong bộ phim The Miracle of Our Lady of Fatima (n.đ. 'Phép lạ Đức Mẹ Fatima') phát hành vào năm 1952, vai diễn Jacinta và Francisco lần lượt do diễn viên Sherry Jackson và diễn viên Sammy Ogg thủ vai.
Trong bộ phim Fatima phát hành vào năm 2020, vai diễn Jacinta và Francisco lần lượt do diễn viên Alejandra Howard và diễn viên Jorge Lamelas thủ vai.